# Жинишке (Алматинская область)
Жинишке (каз. Жіңішке) — село в Кегенском районе Алматинской области Казахстана. Входит в состав Алгабасского сельского округа. Код КАТО — 195833300.

## Население
В 1999 году население села составляло 274 человека (136 мужчин и 138 женщин). По данным переписи 2009 года, в селе проживало 246 человек (124 мужчины и 122 женщины).